# Quercus gracilior
Quercus gracilior — вид рослин з роду дуб, поширений у Гондурасі. 
Велике дерево, досягає 50 м у висоту.

## Середовище проживання
Ендемік Гондурасу.